# Vindrac-Alayrac
 Vindrac-Alayrac  là một xã thuộc tỉnh Tar trong vùng Occitanie ở phía nam nước Pháp. Xã này nằm ở khu vực có độ cao trung bình 160 mét trên mực nước biển.
Sông Cérou chảy qua thị trấn.